# Betsy Drake
Betsy Drake   (Neuilly-sur-Seine, 11 de setembre de 1923 - Londres, 27 d'octubre de 2015) fou una actriu, escriptora i psicoterapeuta estatunidenca, 

## Biografia
Betsy Drake, filla gran de dos exiliats americans, va néixer a París el 1923. Tot i que el seu avi Tracy Drake i el seu besoncle John Drake (1872-1964) eren els fundadors del Drake Hotel a Chicago, la família es va arruïnar en el crack borsari de 1929. Va haver de treballar com a model i telefonista per pagar les seves lliçons d'art dramàtic.
Va conèixer el dramaturg Horton Foote, que li va oferir una feina com a suplent a la seva obra Only the Heart, cosa que li va permetre unir-se a l'Actors' Equity Association i convertir-se així en actriu professional.
També va cridar l'atenció del productor Hal Wallis, motiu pel qual el seu agent la va pressionar perquè signés un contracte amb Hollywood. Odiava Hollywood i va aconseguir que se li alliberés del contracte declarant-se boja. Va tornar a la ciutat de Nova York i, el 1947, el director Elia Kazan la va escollir per al paper principal a la companyia londinenca de l'obra Deep Are the Roots. Més tard aquell mateix any, Kazan la va incloure entre els membres fundadors de l'Actors Studio.
Cary Grant es va fixar en ella a principis del 1947, mentre ella actuava a la producció londinenca de Deep Are The Roots. Compartint el mateix vaixell per tornar als Estats Units, van començar una relació. Betsy Drake va signar llavors un contracte amb la RKO i David Selznick, apareixent a la seva primera pel·lícula Totes les noies s'haurien de casar (Every Girl Should Be Married) amb Cary Grant el 1948.
El dia de Nadal de 1949, es van casar i van escollir portar una vida privada discreta i introspectiva. El 1952, van compartir cartell a la pel·lícula Sempre n'hi cap un altre (Room for One More), i Drake va encadenar papers secundaris en pel·lícules com Will Success Spoil Rock Hunter?
Drake va escriure el guió original de la pel·lícula Houseboat (1958) sota un pseudònim, basant-lo en una història inèdita que ella mateixa havia escrit. Protagonitzada per Grant, Drake esperava coprotagonitzar la pel·lícula, però Grant, que havia començat una aventura amb l'actriu Sophia Loren mentre filmava Orgull i passió (1957), va fer que Loren ocupés el lloc de Drake a Houseboat amb un guió reescrit pel qual Drake no va rebre crèdit. L'aventura va acabar  abans que acabés el rodatge d'Orgull i passió, fet que va afectar al rodatge de Houseboat.
El 1956, Drake és supervivent de la col·lisió del seu transatlàntic italià Andrea Doria amb el vapor Estocolm. Passatgera de primera classe, tornava d'una visita al seu marit a Itàlia. Grant i Drake se separen el 1958, tot continuant sent bons amics, i es divorcien el 1962. L'actor li va agrair haver-li fet conèixer altres centres d'interès (sense relació amb la seva carrera), i haver-li fet descobrir la teràpia per l'LSD, llavors legal, qui li va procurar la pau que recercava (Drake havia començat a prendre LSD per tal de vèncer el traumatisme del naufragi de l'Andrea Doria).
Posteriorment, Drake va deixar d'actuar i va seguir altres interessos professionals. Va obtenir un màster en educació a la Universitat Harvard[1][2] i es va convertir en terapeuta infantil. Drake va ser directora de psicodrama a l'Institut Neuropsiquiàtric de la UCLA, va treballar a l'Hospital Cedars-Sinai i va mantenir una consulta privada de teràpia. Va ensenyar a la UCLA, a la Universitat Pepperdine i va presentar una investigació a la 52a Reunió Anual de l'Associació Americana d'Ortopsiquiatria el 1975. Sota el nom de Betsy Drake Grant, va publicar la seva novel·la Children, You Are Very Little (1971).
La seva última aparició a la pantalla va ser a Cary Grant: A Class Apart, un documental en el qual torna sobre Grant i la seva relació.

## Filmografia
- Every Girl Should Be Married (1948): Anabel Sims
- Dancing In the Dark (1949): Julie Clarke
- The Second Woman (1950): Ellen Foster
- Pretty Baby (1950): Patsy Douglas
- Room for One More (1952): Anna Rose
- Will Success Spoil Rock Hunter? (1957): Jenny Wells
- General Electric Theater: Ellie (1 episodi, 1958)
- Intent to Kill (1958): Dr. Nancy Ferguson
- Next to No Time (1958): Georgie Brant
- Wanted: Dead or Alive: Lucy Fremont in "The Spur" (1 episodi, 1959)
- Clarence, the Cross-Eyed Lion (1965): Julie Harper
- Cary Grant: A Class Apart (2005) American Masters: ella mateixa